# Antônio Braz Benevente
Antônio Braz Benevente (ur. 1 stycznia 1961 w Itápolis) – brazylijski duchowny katolicki, biskup Jacarezinho od 2010.

## Życiorys
7 grudnia 1985 otrzymał święcenia kapłańskie i został inkardynowany do archidiecezji Uberaba. Pracował głównie jako duszpasterz parafialny, był także m.in. koordynatorem duszpasterstwa w archidiecezji oraz wykładowcą instytutu teologicznego.
23 czerwca 2010 papież Benedykt XVI mianował go biskupem diecezji Jacarezinho. Sakry biskupiej udzielił mu 7 września 2010 w gimnazjum marystów w Uberabie biskup Aloísio Roque Oppermann. 10 października kanonicznie objął urząd.